# Dražen Bolić
Dražen Bolić (in serbo Дражен Болић?; Karlovac, 12 settembre 1971) è un allenatore di calcio ed ex calciatore serbo, di ruolo difensore.

## Carriera

### Club
Ha iniziato la carriera nel Partizan con cui ha vinto tre volte il campionato di Jugoslavia (1994, 1996, 1997) e due volte la coppa di Jugoslavia (1994, 1998), dimostrando anche buoni colpi offensivi andando a rete in ben 25 occasioni.
Viene portato in Italia dalla Salernitana nell'estate del 1998, di cui diventa subito una pedina importante, giocando tre campionati (uno di Serie A e due di Serie B). Nel 2002 passa all'Ancona, con cui gioca altri due campionati di Serie B e un altro di Serie A.
Dopo la retrocessione della squadra marchigiana nella stagione 2003-2004, viene acquistato dal Vicenza, con cui vive una stagione conclusasi con la sconfitta nei play-out retrocessione.
Dopo una sola stagione sotto i Colli Berici, passa al Lanciano, in serie C1. Gioca nel Lanciano per ben 5 stagioni collezionando 102 presenze e segnando 10 gol.

### Nazionale
Ha giocato 7 partite con la Nazionale jugoslava tra il 1995 e il 2000.

## Statistiche

### Cronologia presenze e reti in Nazionale
| Cronologia completa delle presenze e delle reti in nazionale ― Jugoslavia | Cronologia completa delle presenze e delle reti in nazionale ― Jugoslavia | Cronologia completa delle presenze e delle reti in nazionale ― Jugoslavia | Cronologia completa delle presenze e delle reti in nazionale ― Jugoslavia | Cronologia completa delle presenze e delle reti in nazionale ― Jugoslavia | Cronologia completa delle presenze e delle reti in nazionale ― Jugoslavia | Cronologia completa delle presenze e delle reti in nazionale ― Jugoslavia | Cronologia completa delle presenze e delle reti in nazionale ― Jugoslavia |
| Data                                                                      | Città                                                                     | In casa                                                                   | Risultato                                                                 | Ospiti                                                                    | Competizione                                                              | Reti                                                                      | Note                                                                      |
| ------------------------------------------------------------------------- | ------------------------------------------------------------------------- | ------------------------------------------------------------------------- | ------------------------------------------------------------------------- | ------------------------------------------------------------------------- | ------------------------------------------------------------------------- | ------------------------------------------------------------------------- | ------------------------------------------------------------------------- |
| 20-9-1995                                                                 | Salonicco                                                                 | Grecia                                                                    | 0 – 2                                                                     | Jugoslavia                                                                | Amichevole                                                                | -                                                                         | 77’                                                                       |
| 28-12-1996                                                                | Mar del Plata                                                             | Argentina                                                                 | 2 – 3                                                                     | Jugoslavia                                                                | Amichevole                                                                | -                                                                         | 46’                                                                       |
| 7-2-1997                                                                  | Hong Kong                                                                 | Russia                                                                    | 1 – 1 dts (6 – 5 dtr)                                                     | Jugoslavia                                                                | Lunar New Year Cup 1997 - Semifinale                                      | -                                                                         | 82’                                                                       |
| 10-2-1997                                                                 | Hong Kong                                                                 | Hong Kong League XI                                                       | 1 – 3                                                                     | Jugoslavia                                                                | Lunar New Year Cup 1997 - Finale 3º posto                                 | -                                                                         | 75’                                                                       |
| 1-9-1999                                                                  | Dublino                                                                   | Irlanda                                                                   | 2 – 1                                                                     | Jugoslavia                                                                | Qual. Euro 2000                                                           | -                                                                         |                                                                           |
| 9-10-1999                                                                 | Zagabria                                                                  | Croazia                                                                   | 2 – 2                                                                     | Jugoslavia                                                                | Qual. Euro 2000                                                           | -                                                                         | 54’                                                                       |
| 23-2-2000                                                                 | Skopje                                                                    | Macedonia                                                                 | 1 – 2                                                                     | Jugoslavia                                                                | Amichevole                                                                | -                                                                         | 55’                                                                       |
| Totale                                                                    |                                                                           | Presenze                                                                  | 7                                                                         |                                                                           | Reti                                                                      | 0                                                                         |                                                                           |

## Palmarès
- Campionato jugoslavo: 3

Partizan Belgrado: 1993-1994, 1995-1996, 1996-1997
- Coppa di Jugoslavia: 2

Partizan Belgrado: 1994, 1998